# Spinnin’ Records
Spinnin’ Records ist ein Plattenlabel für Elektronische Tanzmusik mit Sitz in Hilversum, Niederlande, und existiert seit 1999.

## Geschichte
Gründer Eelko van Kooten, Sohn des Radio-DJs und Geschäftsmanns Willem van Kooten, gründete das Label 1999 zusammen mit dem A & R Roger de Graaf. Anfänglich noch als Vinyl-Label im DJ/Dance-Umfeld kamen später Download-Angebote hinzu.
Erfolgreiche Künstler wurden DJs wie Tiësto, KSHMR, R3hab oder Oliver Heldens, außerdem gibt es Zusammenarbeiten mit Musikern wie Sia oder Inna. Ferner erreichte Spinnin’ Records gute Platzierungen bei den niederländischen Airplay-Radiostationen und besitzt 21 Sublabels wie Sander van Doorns Doorn Records, Afrojacks Wall Recordings, Bingo Players Hysteria oder Koen Groenevelds Abzolut Records, die alle Dance veröffentlichen.
In den nächsten Jahren verzeichnete das Label große Erfolge bei digitalen Musicstores wie Beatport, welcher als einer der größten Dance-Stores der Welt bezeichnet wird. Oft werden Top-3-Hits verzeichnet, wie Nicky Romeros „My Friend“ (2009) (basierend auf Groove Armadas Vorarbeit), Koen Groenevelds & Addy van der Zwans „Gotta Move“ (2010), Afrojacks „Take Over Control“ featuring Eva Simons und „Blessed“ von Avicii. Der Youtube-Kanal von Spinnin’ Records verzeichnet über 30,8 Millionen Abonnenten (Stand: April 2024). Erwähnenswert ist hier besonders Martin Garrix’ „Animals“ mit über 1,5 Milliarden Aufrufe.
Warner Music Group hat Spinnin’ Records im September 2017 für über 100 Millionen Dollar gekauft. Nach der Übernahme verließ Co-Gründer Eelko van Kooten das Unternehmen, während Roger de Graaf zum CEO wurde.

## Liste der Künstler

### Aktuell
- Adventure Club
- Afrojack
- Alesso
- Arty
- Axwell
- Basto
- Bingo Players
- Borgore
- Blasterjaxx
- Bolier
- Borgeous
- Cash Cash
- Cedric Gervais
- Chocolate Puma
- Curbi
- Darude
- Dastic
- Dirty South
- Duke Dumont
- Danny Howard
- Dimitri Vegas & Like Mike
- Don Diablo
- DubVision
- DVBBS
- Eelke Kleijn
- Eric Prydz
- Fedde Le Grand
- Ferry Corsten
- Firebeatz
- Fox Stevenson
- Hard Rock Sofa
- Ian Carey
- Inna
- Jauz
- Jay Hardway
- John Dahlbäck
- Judge Jules
- Julian Jordan
- Klingande
- Kölsch
- KSHMR
- Kurd Maverick
- KURA
- Laidback Luke
- Leon Bolier
- Martin Solveig
- Mike Cervello
- Mike Mago
- Mike Williams
- Moguai
- MaRLo
- Mat Zo
- Max Vangeli
- MarkX
- Michael Brun
- Mr. Belt & Wezol
- Nervo
- Nicky Romero
- Not Your Dope
- Oliver Heldens
- Para One
- Parra for Cuva
- Pickle
- Project 46
- Puri
- R3hab
- Sander van Doorn
- Sean Tyas
- Sam Feldt
- Sidney Samson
- Sigma
- Simon Patterson
- Sophie Francis
- Stefano Noferini
- Steve Angello
- Showtek
- Tiësto
- Tchami
- Tom Swoon
- UMEK
- Ummet Ozcan
- Vicetone
- Vinai
- Viktor Middendorf
- Watermät
- W&W
- Yellow Claw
- Zaeden

### Früher
- Martin Garrix
- TheFatRat
- Mesto

## Erfolgreiche Lieder
- In den Niederlanden stammt ein Großteil der Dance-Musik sowohl im Radio als auch im Fernsehen von Spinnin’ Records. Einige der wichtigsten niederländischen Neuerscheinungen, eingeschlossen Yolanda Be Cool vs D-Cups Lied „We No Speak Americano“, welcher 2010 an der Spitze der niederländischen Charts stand und in ihnen 24 Wochen verblieb und auch in Deutschland (33 Wochen in den Charts), Österreich (33 Wochen) und der Schweiz (41 Wochen) Platz eins erreichte.
- Duck Sauces Song „Barbra Streisand“ welcher 2010 auch in Deutschland (26 Wochen), den Niederlanden (24 Wochen), Österreich (26 Wochen) und der Schweiz (30 Wochen) in den Top fünf stand.
- Martin Solveigs Song „Hello“ feat. Dragonette, welcher 2010 Platz 5 in den deutschen Single-Charts erreichte und dort 51 Wochen blieb und auch in den Single-Charts Österreichs (37 Wochen) und Hollands (35 Wochen) auf Platz eins vertreten war, und auch die 3FM Serious Request Hymne von 2010, stammen maßgebend von Spinnin’ Records.
- Das Lied „Animals“ von Martin Garrix war ein weiterer großer internationaler Erfolg. Im Sommer 2013 stand der Titel in vielen verschiedenen Ländern weltweit oben in den Charts. Darunter Platz 4 in Deutschland sowie weitere Top-5-Platzierungen in europäischen Ländern. In Großbritannien erreichte das Lied Platz 1 der britischen Single-Charts.[7][8]

## Sublabels
Einige Musiker, die bei Spinnin’ Records unter Vertrag stehen, haben ihrerseits zu Spinnin’ gehörende Unterlabels:
- AFTR:HRS (Tiësto)
- Cartel Recordings (Kryder & Tom Staar)
- Congo Records (Lincoln Jesser)
- Controversia Records (Alok)
- Dharma Worldwide (KSHMR)[10]
- DOORN Records (Sander van Doorn)
- Heldeep Records (Oliver Heldens)
- HEXAGON (Don Diablo)
- Kryteria (Kryder)
- Maxximize Records (Blasterjaxx)
- Musical Freedom Records (Tiësto)
- POTION (The Magician (DJ))
- OXYGEN Recordings
- SOURCE
- Spinnin' Copyright Free Music
- Spinnin' Deep
- Spinnin' Premium
- Spinnin' Remixes
- Spinnin' Stripped
- Spinnin' Talent Pool
- Trap City[11]